# Гад (сын Иакова)
Гад (ивр. גד‎ — счастье, также толпа) — библейский ветхозаветный персонаж; седьмой сын патриарха Иакова, первый сын Зелфы, служанки его жены Лии (Быт. 30:11), родной брат Асира. От него пошло колено Гадово.

## Потомки Гада

Праотцы — Гад (очевидно, слева) и Дан.
Фреска Дионисия из Ферапонтова монастыря

Родоначальник одного из двенадцати колен Израилевых (колена Гадова): «Сыны Гада: Цифион и Хагги, Шуни и Эцбон, Ери и Ароди и Арели» (Быт. 46:16).
При завоевании евреями Земли обетованной это колено насчитывало до 45 650 человек (Чис. 1:25). При переселении этому племени достались земли к востоку от реки Иордан.
История храброго и воинственного колена Гада представляет собой постоянные войны с окружающими его племенами (1Пар. 5:19, 20—22, 12:8), при Давиде они одолели всех своих врагов.

## Почитание
В Православии почитается в сонме святых как один из праотцов. Память о нём совершается в Неделю святых праотец (предпоследнее воскресенье перед праздником Рождества Христова).